# Villastellone
Villastellone (Vilastlon [vilasˈtlʊŋ] o Vila dë Stlon, oppure semplicementente Vila, in piemontese) è un comune italiano di 4 305 abitanti della città metropolitana di Torino in Piemonte.

## Geografia fisica
Il comune si adagia in una zona pianeggiante a sud delle colline torinesi, collocato su due pianori diversi: il primo, a sud del paese, confinante con Carignano, Carmagnola e Poirino, risulta più paludoso, perché parte integrante del letto di esondazione del Po; il secondo, a nord, verso Cambiano e Santena, è rialzato di qualche metro, costituito principalmente da terreni sabbiosi.

## Origini del nome
Nel 1203, la vicina Chieri acquistò i terreni fluviali di Sancti Martini, a difesa dall'espansione del Marchesato di Saluzzo e di Provana. Il nome derivava dalla chiesetta di cistercensi, presenti in gran parte del territorio (come si evince anche dalla vicina abbazia di Casanova di Carmagnola), molto devoti a san Martino.
 Sul finire del XIV secolo poi, i conti chieresi Tomaso e il figlio Franceschino Villa, vi costruirono una residenza provvista di cinta muraria, e il territorio divenne dapprima Villa Sancti Martini, poi semplicementre Villa; l'aggiunta Stellone risulta più tardiva, e deriva dall'omonimo rio, a sua volta affluente del torrente Banna, che attraversa la vicina Santena.

## Storia
Durante il XIII secolo era presente una mansione templare dei terreni, detti airali, in difesa della chiesetta di San Martino e del ponte sul rio Stellone, in direzione Carignano. La vicina Chieri acquistò la mansione nel 1203, e vi costruì il primo insediamento urbano in località Campo di Costa. Tale "Villanova" costruita in posizione sopraelevata non era cinta di mura ma circondata da una palizzata in legno e da un fossato che, vista la quota elevata, non poteva esser riempito d'acqua.
Negli anni successivi, la fedeltà del paese a Chieri fruttò il privilegio di potenziare la fortificazione, questa volta in difesa del vicino dominio del Marchesato di Monferrato e Asti. Per tutto il XIV secolo, il villaggio non ebbe vita facile. Dopo le continue carestie, le pestilenze e un disastroso incendio che lo rase al suolo, si trovò nuovamente spopolato, tanto che Chieri incentivò circa ottanta famiglie provenienti dalla val Chisone a insediarsi nel borgo, offrendo loro nuove terre e una casa. Nel 1396 i Conti, prima Tomaso, poi il figlio Franceschino Della Villa (o successivamente semplicemente Villa), membri di nobiltà chierese, potenziarono le fortificazioni, facendo costruire nuove porte, nuovi ponti ed un mulino. Fecero poi erigere un castello con un'alta torre, dalla quale nei giorni di fiera veniva esposto lo stemma del paese. Durante il XV e il XVI secolo si susseguirono tre grandi periodi siccitosi, con invasioni di cavallette, ed ancora una pestilenza nel 1630, che decimò tragicamente la popolazione. Le sventure non finirono; nel 1670, l'esercito francese, comandato dal generale Catinat, assediò il paese. Vista la drammatica situazione, i popolani nascosero i loro tesori e il catasto comunale nella torre; le truppe francesi, non riuscendo ad entrarvi, la minarono e la fecero saltare, distruggendo parzialmente il castello. Le armate francesi rubarono anche il grande orologio del campanile, con tutti gli ingranaggi, e lo trasferirono in Francia.
Il paese tornò in mano a Vittorio Amedeo II di Savoia — e quindi ai nobili Villa — soltanto intorno al 1720, dove iniziò un periodo di ricostruzione. Nel 1735, i suddetti commissionarono nientemeno che l'architetto Filippo Juvarra (che aveva appena terminato la vicina Palazzina di caccia di Stupinigi) di progettare una villa signorile, con annesso un parco all'inglese. Verso l'Ottocento, con l'invasione napoleonica, si svilupparono anche nuove attività, tra cui la bachicoltura e la coltivazione di patate di qualità, divenuto poi prodotto tipico del paese.
Nel 1860 fu messa in posa la stazione ferroviaria sulla linea per Asti. Tuttavia, l'ultimo marchese Carlo Villa non ebbe figli e, con la sua morte, il nobile ramo dei Villa si estinse definitivamente nel 1866. La sorella Clara invece, sposò il conte di Pancalieri, Carlo Morra di Lavriano, dando un così un cambio di cognome alla discendenza. Fedelissimi a Casa Savoia, fecero intitolare la piazza centrale del paese al re Umberto I e l'asilo infantile ai Principi di Piemonte.
Durante la seconda guerra mondiale poi, il castello divenne un presidio nazista e nel parco in quella che comunemente viene detta la ca' d'le masche (in italiano: "la casa delle streghe"), venne costruito un deposito di munizioni, il che comportò un grave pericolo per la popolazione. Molti villastellonesi si impegnarono nella lotta al nazifascismo, come testimoniato dall'intitolazione di alcune strade del paese a specifici episodi della resistenza e al ricordo dei partigiani caduti.

### Simboli
Lo stemma e il gonfalone sono stati concessi con decreto del presidente della Repubblica del 9 ottobre 2002.
La testa di donna mora deriva dallo stemma dei marchesi Morra di Lavriano (bandato di rosso e d'azzurro, orlato d'argento; con il capo d'argento, carico di una testa di donna mora, al naturale); la stella ha assonanza con il torrente Stellone da cui ha preso nome il paese; la croce ricorda la presenza dei Templari sul territorio; le calendule erano simbolo dei conti De Maistre (d'azzurro, a tre calendule d'oro), proprietari di Borgo Cornalese, aggregato a Villastellone nel 1799.
Il gonfalone è un drappo di bianco.

## Monumenti e luoghi d'interesse

### Il castello
Il castello, che si affaccia sulla piazza principale (piazza della Libertà), fu costruito da un disegno attribuito all'architetto siciliano Filippo Juvarra, ma sorge sui resti di un più antico maniero medioevale del quale si sa molto poco, certo è che doveva avere pianta rettangolare con una corte al centro e un'alta torre su cui nei giorni di fiera veniva esposto lo stemma cittadino e in caso d'assedio fungeva da vedetta. Nel 1693 in seguito all'invasione del Piemonte delle truppe francesi guidate dal generale Catinat, la comunità villastellonese nascose nella torre tutti gli oggetti di valore compreso l'archivio, i francesi non riuscendovi ad entrare minarono la torre e la fecero saltare.
Dopo questi fatti il maniero si presentava irreparabilmente danneggiato ed ecco perché nel 1735 il conte Ercole Della Villa affidò la costruzione della villa barocca ancora oggi presente. Il castello è privato e non è accessibile alle visite. Un grande parco all'inglese, di circa 60 ettari, si estende intorno ad esso, e al suo interno si trovano edifici di pregio quali la chiesa di S.Anna, le serre, le scuderie e gli alloggi per la servitù costruiti verso la metà dell'Ottocento dall'architetto John Vallance. Nel parco nascosto dalle fitte chiome degli alberi secolari sorge un fienile, originariamente costruito come deposito di munizioni del presidio nazista che aveva luogo proprio nel castello durante il secondo conflitto mondiale: sulla struttura si sono sempre vociferate leggende popolari, infatti ancora oggi viene denominata "la casa delle masche"

### La parrocchia
La parrocchiale dedicata a S.Giovanni Battista è prevalentemente in stile barocco. (Si dice che sia stata ruotata di 90° nel XIX secolo spostando l'entrata principale a nord-ovest anziché a nord-est).

La pianta è suddivisa in tre navate: dietro all'altare maggiore, nel catino absidale, si trova una pala d'altare sormontata da due putti che reggono lo stemma dei conti Della Villa (antichi signori del luogo e committenti della chiesa) sormontato da un'insegna recante il motto della famiglia "droit et avant".
Nella navata sinistra sopra l'altare maggiore si trova una loggia separata dal resto della chiesa da un paravento: infatti questo luogo era riservato ai signori del paese.
Al di sotto dell'altare maggiore, inoltre, trovano luogo le tombe dei suddetti conti.
Durante la seconda guerra mondiale lo scoppio di un treno carico di munizioni ne fece saltare tutte le vetrate. 
L'ultimo restauro è stato eseguito ai primi del Novecento: in quell'occasione vennero alla luce gli affreschi sopra l'altare maggiore raffiguranti i quattro evangelisti.

### La chiesa della Madonna addolorata
La chiesetta era intitolata un tempo alla Madonna degli Alteni per via dei numerosi vigneti che si estendevano in zona; dopo la soppressione del cimitero annesso alla chiesa di S. Martino oggi S. Anna, questo venne spostato proprio nel retro di questa chiesa.
Nel 1944, il 7 ottobre, le truppe partigiane vennero a sapere che i tedeschi, il cui presidio era nel castello, intendevano trasferire via treno le munizioni allocate nel deposito del parco e portarle oltre il fiume Ticino. Il comandante Icilio Ronchi della Rocca immediatamente informò il capitano Powell della missione inglese. Tramite bombardamento aereo della RAF vennero sganciate dieci bombe sui circa quaranta vagoni del treno; le esplosioni si susseguirono per due giorni interi: cinquanta case, lo stabilimento Van Den Berg, la stazione e la stessa chiesa dell'Addolorata subirono ingentissimi danni; non fu così per la nicchia della Madonna, la quale insieme alla sua statua rimase intatta.
Nella chiesetta della Madonna Addolorata è stata ricollocata l'omonima statua recuperata dai Carabinieri in seguito ad un furto subito alcuni anni fa. La statua ha un certo pregio, in quanto, a detta degli esperti, risale almeno al 1400.

### L'ex chiesa di San Martino ora di Sant'Anna
È forse l'edificio più antico di tutta Villastellone. Proprio qui aveva sede la mansione templare autrice della fondazione del paese; sul finire del '500, in seguito a guerre fu inevitabilmente danneggiata, il conte Della Villa la fece abbattere e al suo posto vi eresse una nuova chiesetta rimasta fino ai giorni nostri.
il primo cimitero del paese si trovava nei pressi della chiesa, dopodiché lo stesso venne soppresso e le ossa spostate nel nuovo cimitero presso l'attuale chiesa dell'Addolorata. in questa occasione il conte della villa poté finalmente acquisire questo terreno e cingere il parco con un muro e non più con siepi.

### L'albergo di Santa Croce
Nel 1771 un ricco commerciante villastellonese, Ludovico Assom, commissionava la costruzione dell'albergo di Santa Croce.
Dalla sua costruzione ad oggi ha sempre mantenuto una funzione di accoglienza, diventando ospedale dalla metà dell'Ottocento. Vi ha sede ora la casa di riposo.
È in corso il restauro dell'edificio, già cominciato con la torretta dell'orologio costruita dal carignanese Tappi.

### La chiesa di Santa Croce o deiBatù
Contigua all'albergo di Santa Croce si trova la chiesa omonima, detta anche dei batù poiché i membri della confraternita erano soliti infliggersi pene corporali.
È un edificio in stile barocco interamente affrescato. All'interno si trova un organo di manifattura molto rara che nell'anno 2010 ha ottenuto l'attestato di storicità, essendo uno dei pochissimi strumenti in grado di suonare le melodie del Frescobaldi; l'organo avrebbe bisogno di un accurato restauro, ecco perché, sempre nel 2010 si è cercato, grazie al lavoro del Professor Quaglia, di iscrivere le chiese villastellonesi ai luoghi del cuore del FAI (Fondo per l'ambiente italiano), allo scopo di sensibilizzare le fondazioni e gli istituti di credito del territorio a promuovere campagne di restauro.
La chiesa è stata sconsacrata nel 2003 ed è ora concessa in usufrutto al comune. Al suo interno ha sede il Centro Studi Santa Croce. Un inventario degli arredi ha permesso di scoprire vere e proprie ricchezze.

### Il palazzo comunale
Dapprima residenza dei conti Cerutti di Castiglione Falletto, venne, a metà Ottocento, acquistato dal comune di Villastellone che dovette però intitolare la via adiacente alla famiglia nobile.
Vi trovarono luogo le antiche carceri, riconoscibili lungo via Conti Cerutti da due piccole feritoie.

Il palazzo è tuttora la sede del consiglio comunale.

### Borgo Cornalese

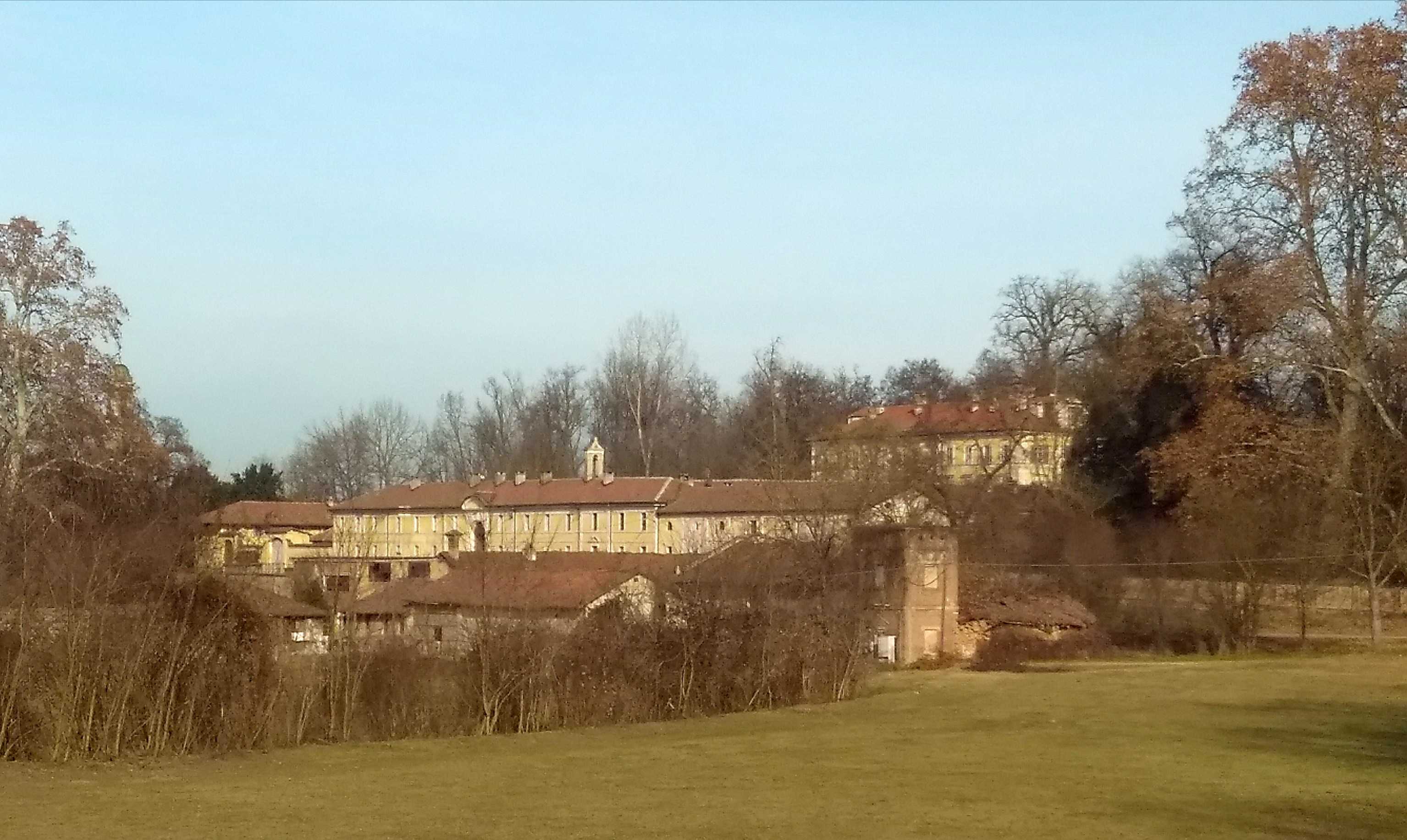
Panorama della frazione

Verso ovest, in direzione Carignano (fraz. Tetti Faule), s'incontra Borgo Cornalese, frazione di interesse storico nota per la presenza della villa-castello dei Conti de Maistre, un vasto complesso con parco e un suggestivo viale di pioppi cipressini (pioppo nero "arbra pi-na" in piemontese), che ne diparte e s'inoltra per il borgo rimasto invariato negli ultimi secoli. È presente anche una chiesa in stile neoclassico dedicata alla Madonna dei Dolori e ai Santi Barnaba ed Eugenio, opera del 1850 dell'architetto Benedetto Brunati, immersa nel verde della campagna. Nella borgata si trova un mulino a ruota idraulica i cui ingranaggi sono interamente in legno.
La borgata venne fondata intorno all'anno 1000 da popolazioni di Ungari e Bulgari, durante le loro scorrerie nel chierese. Dai primi documenti dell'alto medioevo, con la denominazione di Contrada Bulgarium, dotata di tre edifici a scopo difensivo (Fortepasso, Malpertusio, oggi Cascina Nuova, e Vai di Cosso, oggi Cascina Valcorso), si passò al nome di Borgo Cornalexio, forse per l'attività venatoria dei cornuti cervi praticata all'epoca.
Nel 1180 poi, il borgo passò nelle mani dei monaci cistercensi, che vi costruirono ben tre luoghi di culto. Verso il 1300, vi si insediò la famiglia Costa, tesorieri dei principi d'Acaja, che vi rimasero fino alla meta del '700. Tra il 1799 e il 1816, il borgo venne aggregato al territorio di Villastellone e, successivamente, venne donato dal duca Eugène-Alexandre Laval di Motmorency ad Anne-Constance de Maistre, figlia del filosofo savoiardo Joseph de Maistre
Oggi l'abitato conserva l'aspetto di borgo agricolo medievale autosufficiente, pur comprendendo al suo interno alcuni edifici di epoca più recente, tra cui appunto la chiesa e la splendida villa dei Conti de Maistre con il suo parco, di proprietà privata della famiglia. Quest'ultima è stata utilizzata per le riprese della fiction "La strada di casa", di Riccardo Donna (2017), nelle vesti dell'inventata azienda agricola "Cascina Morra", sebbene alcune scene della stessa siano ambientate anche alla Tenuta La Morra presso Cavour (TO).

## Società

### Evoluzione demografica
Abitanti censiti

## Cultura

### Biblioteca
A Villastellone è presente la biblioteca civica "Giacolin Avataneo", poeta villastellonese del primo '900.

## Amministrazione

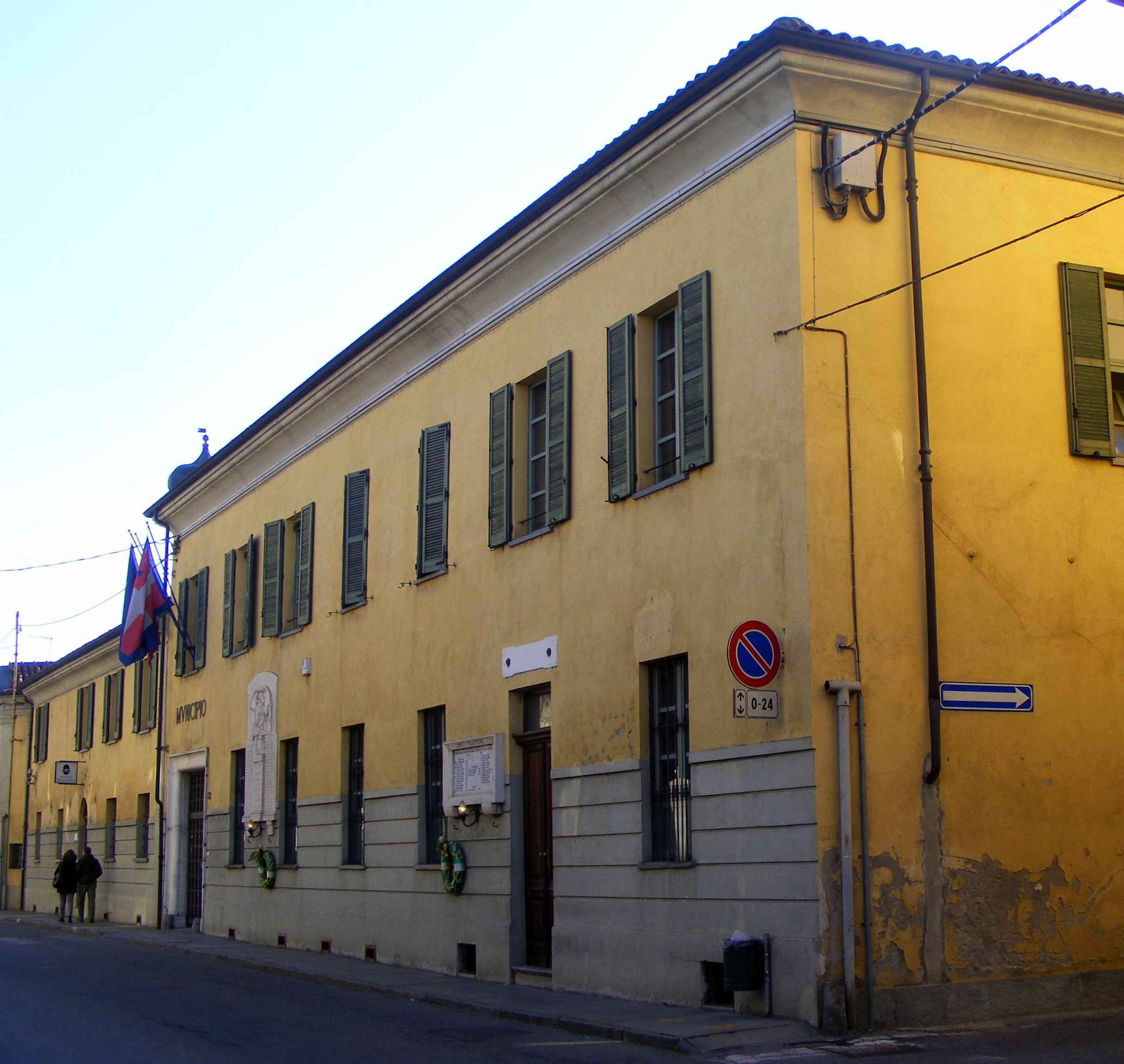
Il municipio

Di seguito l'elenco dei primi cittadini, a partire dal 1985, che si sono succeduti alla guida di questo comune.
| Periodo          | Periodo          | Primo cittadino    | Partito                                | Carica  | Note   |
| ---------------- | ---------------- | ------------------ | -------------------------------------- | ------- | ------ |
| 3 giugno 1985    | 7 giugno 1990    | Antonio Barale     | -                                      | Sindaco | [ 12 ] |
| 7 giugno 1990    | 24 febbraio 1992 | Antonio Barale     | lista civica                           | Sindaco | [ 12 ] |
| 24 febbraio 1992 | 24 aprile 1995   | Michele D'Amaro    | Partito Democratico della Sinistra     | Sindaco | [ 12 ] |
| 24 aprile 1995   | 14 giugno 1999   | Michele D'Amaro    | -                                      | Sindaco | [ 12 ] |
| 14 giugno 1999   | 14 giugno 2004   | Giovanni Pollone   | centro                                 | Sindaco | [ 12 ] |
| 14 giugno 2004   | 8 giugno 2009    | Giovanni Pollone   | lista civica                           | Sindaco | [ 12 ] |
| 8 giugno 2009    | 26 maggio 2014   | Davide Nicco       | lista civica                           | Sindaco | [ 12 ] |
| 26 maggio 2014   | 27 maggio 2019   | Davide Nicco       | lista civica Insieme per Villastellone | Sindaco | [ 12 ] |
| 27 maggio 2019   | 9 giugno 2024    | Francesco Principi | lista civica Insieme per Villastellone | Sindaco | [ 12 ] |
| 9 giugno 2024    | in carica        | Francesco Principi | lista civica Insieme per Villastellone | Sindaco | [ 12 ] |

## Sport
Nel comune ha sede una società di calcio; A.S.D. Villastellone Carignano, militante in Prima Categoria e una società pallavolistica, ASD Villa Volley, fondata nel 2009.Ha sede la squadra pluripremiata dell'oratorio Maria Ausiliatrice della parrocchia San Giovanni Battista (O.M.A.)
È inoltre presente una piccola squadra di Pallacanestro